# آگاراک (روستا)، سیونیک
آگاراک (به ارمنی: Ագարակ) یک روستا است که در استان سیونیک ارمنستان واقع شده‌است. آگاراک در ۱۲ کیلومتری جنوب کاپان، مشرق استان سیونیک واقع شده است.

## خصوصیات
آگاراک ۱۶٫۶۰ کیلومترمربع مساحت و ۱۸۳ نفر جمعیت دارد و در ارتفاع ۱۰۲۵ متر بالاتر از سطح دریا قرار گرفته است.